# Church Point (Nova Gales do Sul)
Church Point é um subúrbio do norte de Sydney, no estado da Nova Gales do Sul, na Austrália, situado a 30 quilômetros ao norte do distrito empresarial central de Sydney, na área do governo local do Conselho de Northern Beaches. Church Point integra a região Northern Beaches. Em 2011, sua população era de 1 121 habitantes.